# Eure (departement)
Eure (27) is een Frans departement, gelegen in de regio Normandië. De prefectuur is Évreux. Het departement, dat 599.507 inwoners in 2019 telde, dankt zijn naam aan de gelijknamige rivier.

## Geschiedenis
Het departement is een van de 83 departementen die tijdens de Franse Revolutie werden gecreëerd, op 4 maart 1790 door uitvoering van de wet van 22 december 1789, uitgaand van een deel van de Vexin in de provincie Normandië.

## Geografie
Eure is omgeven door de departementen Seine-Maritime, Oise, Val-d'Oise, Yvelines, Eure-et-Loir, Orne en Calvados.
Eure bestaat uit de drie arrondissementen:
- Arrondissement Les Andelys
- Arrondissement Bernay
- Arrondissement Évreux

Eure heeft 23 kantons
- Kantons van Eure

Eure heeft 585 gemeenten:
- Lijst van gemeenten in het departement Eure

## Demografie
Inwoners van Eure zijn bekend in het Frans als Eurois.

### Demografische evolutie sinds 1962
| Naam       | Index 1962 | Index 1968 | Index 1975 | Index 1982 | Index 1990 | Index 1999 | Index 2008 | Index 2019 |
| ---------- | ---------- | ---------- | ---------- | ---------- | ---------- | ---------- | ---------- | ---------- |
| Eure       | 100,0      | 105,9      | 116,9      | 127,7      | 142,0      | 149,5      | 159,4      | 165,5      |
| Frankrijk* | 100,0      | 107,1      | 113,3      | 117,0      | 121,9      | 126,0      | 133,8      | 140,1      |

| Naam       | Inw./Km² 1962 | Inw./km² 1968 | Inw./km² 1975 | Inw./km² 1982 | Inw./km² 1990 | Inw./km² 1999 | Inw./km² 2008 | Inw./km² 2019 |
| ---------- | ------------- | ------------- | ------------- | ------------- | ------------- | ------------- | ------------- | ------------- |
| Eure       | 59,9          | 63,5          | 70,0          | 76,5          | 85,1          | 89,6          | 95,5          | 99,3          |
| Frankrijk* | 84,2          | 90,1          | 95,4          | 98,5          | 102,7         | 106,1         | 112,7         | 119,7         |

Frankrijk* = exclusief overzeese gebieden
Bron: Recensement Populaire INSEE - 1962 tot 1999 population sans doubles comptes, nadien Population Municipale
Op 1 januari 2022 had Eure 601.305 inwoners.

### De 10 grootste gemeenten in het departement
| Nr. | Gemeente                  | Aantal inwoners (2022) |
| --- | ------------------------- | ---------------------- |
| 1   | Évreux                    | 48.335                 |
| 2   | Vernon                    | 24.841                 |
| 3   | Louviers                  | 18.347                 |
| 4   | Val-de-Reuil              | 12.939                 |
| 5   | Gisors                    | 12.395                 |
| 6   | Pont-Audemer              | 9.950                  |
| 7   | Bernay                    | 9.801                  |
| 8   | Les Andelys               | 7.822                  |
| 9   | Verneuil d'Avre et d'Iton | 7.262                  |
| 10  | Gaillon                   | 6.785                  |

## Afbeeldingen

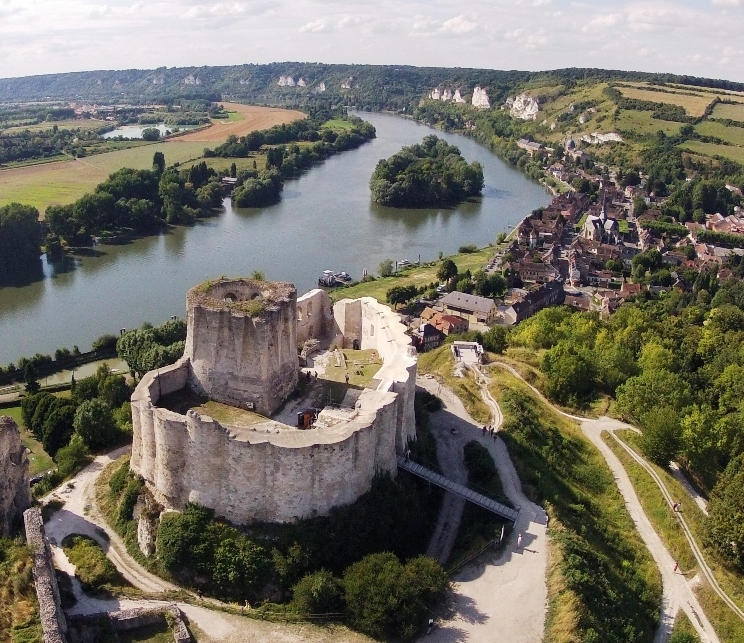
De Seine bij Les Andelys
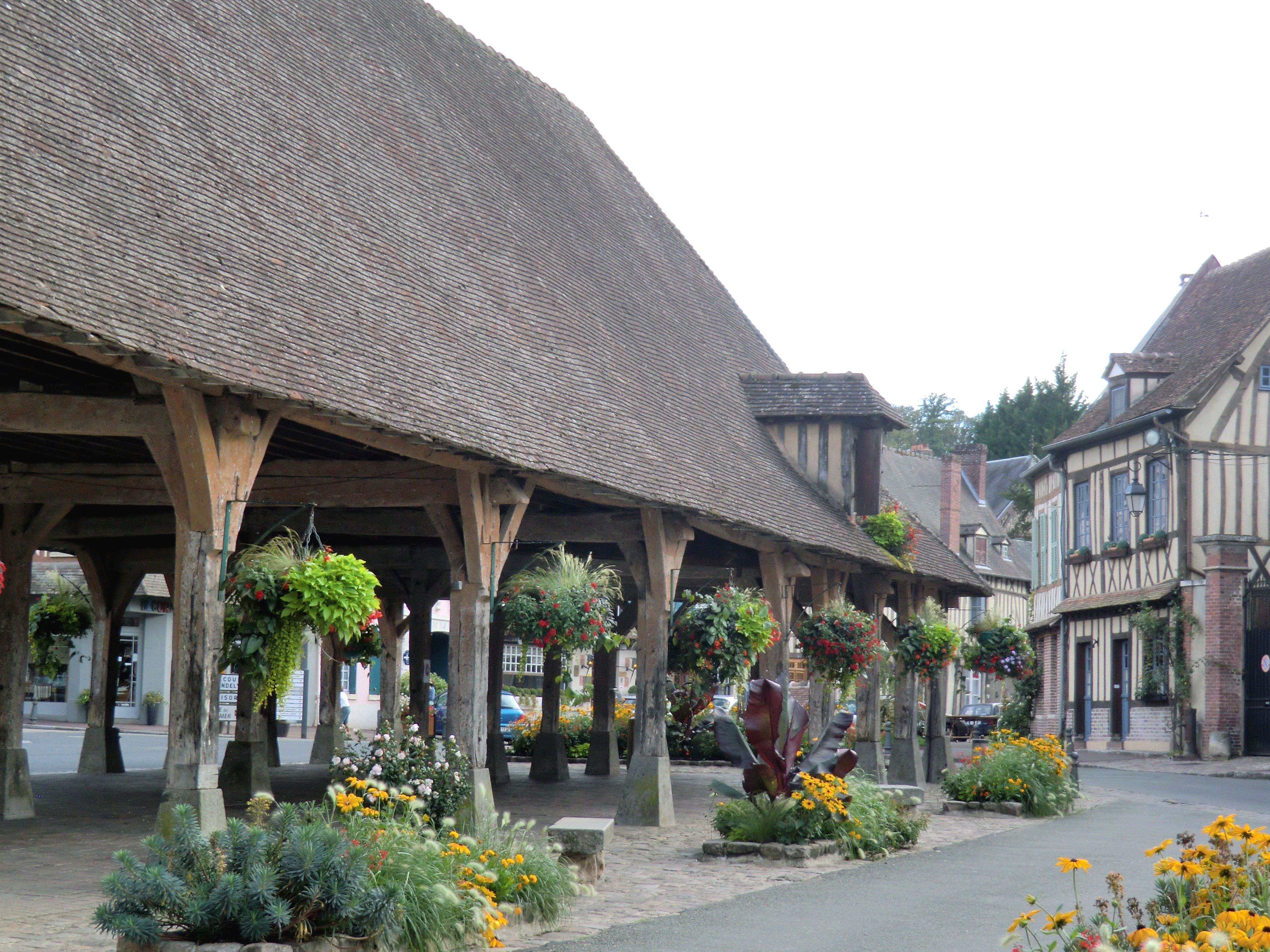
Markthal, Lyons-la-Forêt
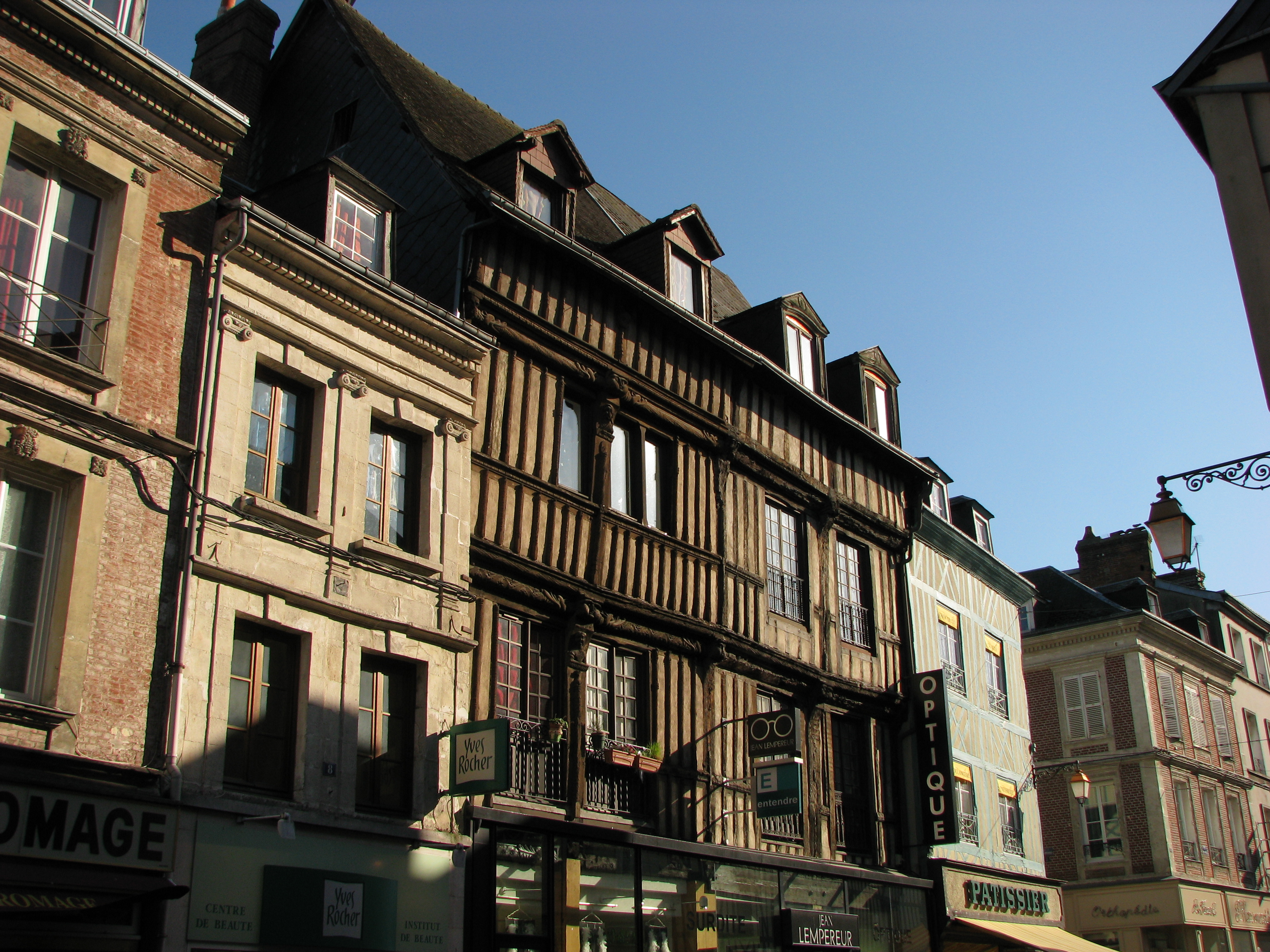
Bernay
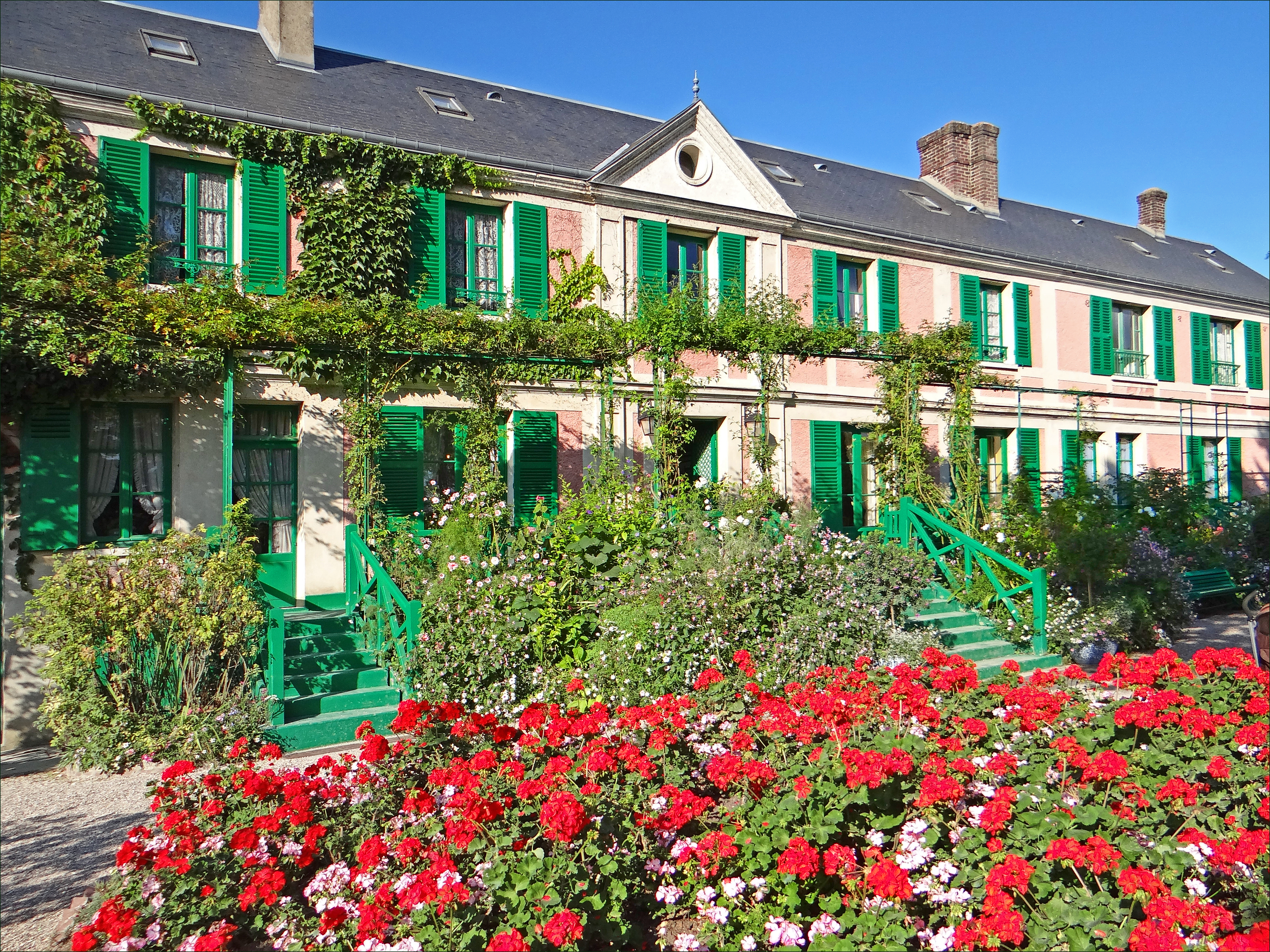
Huis van Claude Monet in Giverny